# Kungliga slottet i Amsterdam

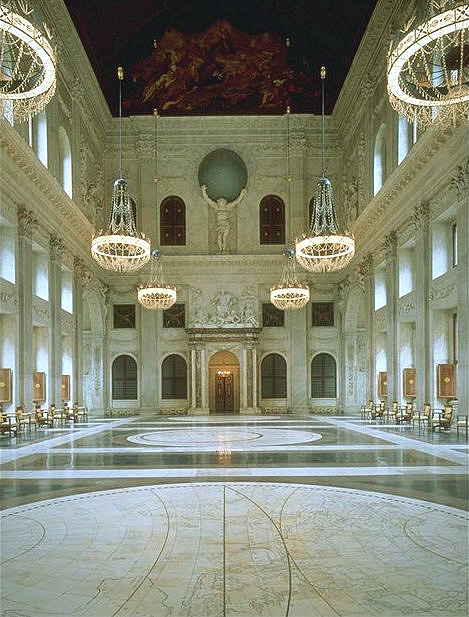
Slottets stora sal.

Kungliga slottet i Amsterdam (på nederländska formellt Koninklijk Paleis van Amsterdam men oftast kallat Paleis op de Dam) är ett kungligt residens i Nederländernas nominella huvudstad Amsterdam.
Slottet ägs av nederländska staten sedan 1936 och används för många olika statsceremonier.

## Bakgrund
Slottet byggdes mellan 1648 och 1665, under den nederländska stormaktstiden eller guldåldern, och fungerade från början som stadshus. Det blev kungligt slott under kung Louis I (Louis Bonaparte) av Holland (1806-1810) och fortsatte som sådant när sedan det nuvarande Kungariket Nederländerna upprättades 1815.
Den huvudsaklige arkitekten för det som då skulle bli ett stadshus, var Jacob van Campen, som hämtade inspiration från stadshuset i Antwerpen. Som nytt, påstods stadshuset vara den största administrativa byggnaden i Europa. Målningar skapades för interiören av Pieter de Hooch.
Louis I, som gjorde byggnaden till kungligt slott, blev inte långvarig på tronen. Vilhelm av Oranien, son till den ärftlige ståthållaren av Republiken Nederländerna Vilhelm V (som hade avsatts 1795), återvände till Nederländerna 1813 och såg då till att huset återbördades till staden Amsterdam, men sedan han hade blivit kung av Nederländerna 1815 och Amsterdam förklarats som landets huvudstad, blev det åter ett kungligt slott eftersom ett sådant förstås behövde finnas i huvudstaden.